# Iglesia de San Juan Bautista (Cabanes)

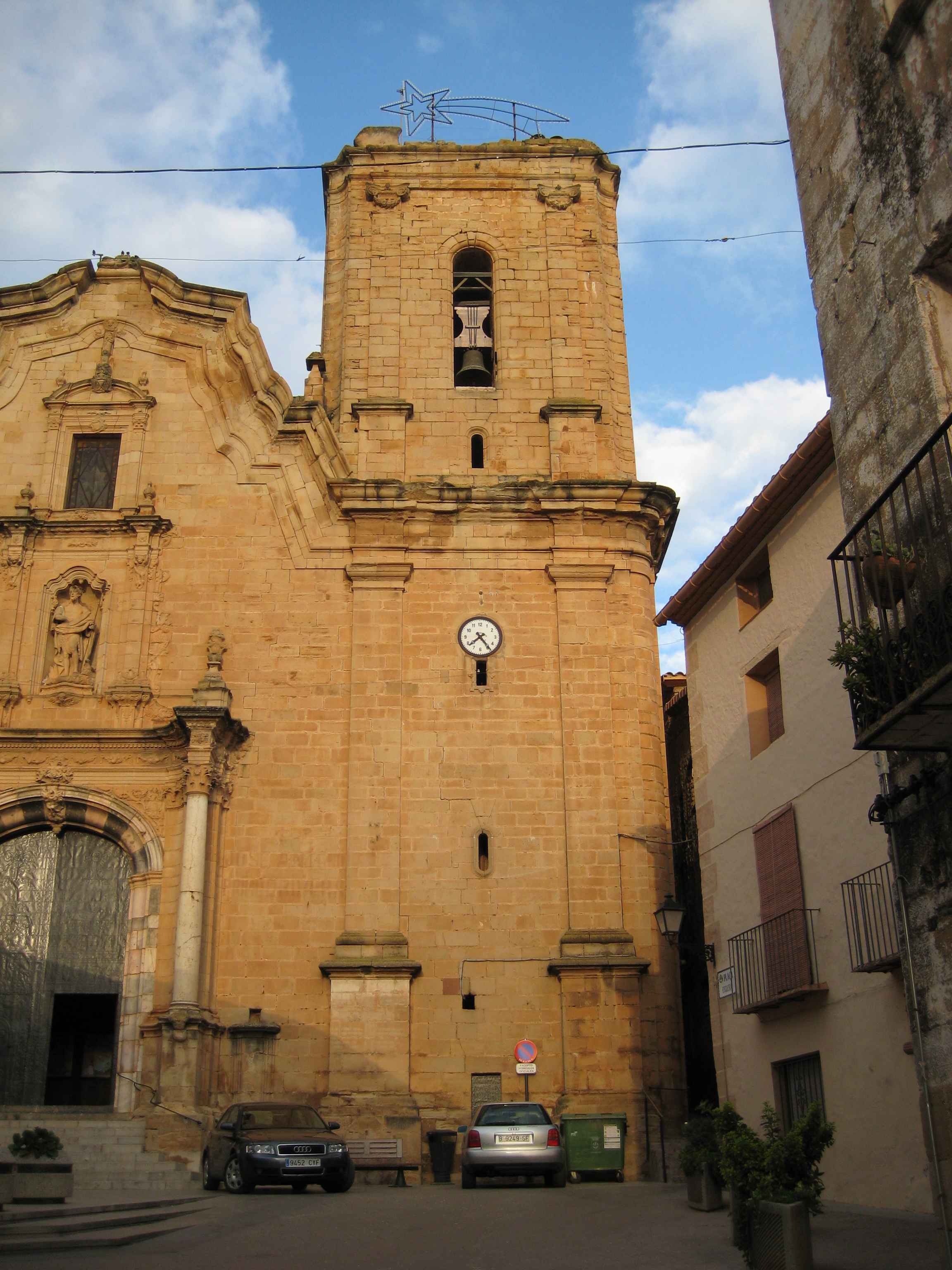
Torre

La iglesia de San Juan Bautista de  Cabanes, de estilo barroco, es un templo católico en el centro de la población y sede de una  parroquia de la Diócesis de Segorbe-Castellón. 

## Historia
Sustituyendo una iglesia de pequeñas dimensiones, posiblemente de origen medieval, el 6 de enero de 1722 se inicia la construcción de un nuevo templo, con traza de un arquitecto de Valencia y dirigida por el maestro de obras Pau Ferrer.
Desde 1750 las obras se aceleran, y en 1764 las obras están terminadas a falta del campanario, la cúpula y la fachada. Durante los años siguientes se decora el interior con la participación del arquitecto  Bartolomé Ribelles, y desde 1779 a 1791 se realiza la fachada con diseño y dirección de obras de  Andreu Moreno, y con la participación del escultor Cristóbal Maurat, el cual realiza la portada. De la anterior iglesia se conserva la capilla de la Comunión, hecha construir por el cabanense Francisco Gavaldá, obispo de Segorbe, en 1658, para depositar los restos de sus padres.
Las grandes destrozos producidos durante la  Guerra Civil fueron restauradas en 1964.
Es un Bien de Relevancia Local con la categoría de Monumento de Interés Local por la Disposición Adicional Quinta de la Ley 5/2007, de 9 de febrero de la Generalidad, del Patrimonio Cultural Valenciano.

## Arquitectura

### Estructura
Se trata de un templo de una sola nave,  con capillas laterales comunicadas por pequeñas aberturas, crucero  con cúpula, y sacristía y capilla de la Comunión a los lados del presbiterio. La nave se cubre por bóveda de cañón con [luneto]]s y el presbiterio es ligeramente abocinado.

### Fachada
El frontispicio del templo está rematado por una cornisa mixtilínea con forma de peine de sujetar el cabello. Es un espacio que busca la simetría, y donde el proyecto inicial parece exigir dos torres campanario, de las que sólo hay construida una.
El frontis está centrado por una portada con apertura de arco carpanel con las dovelas molduradas alternando diversos mármoles, enmarcada por dos columnas corintias que soportan un entablamento curvo, con un friso decorado con guirnaldas y bajo la cornisa, decoración de canecillos. Arriba, una hornacina con arco mixtilíneo, sostenida por una ménsula adornada con un angelito, con la imagen del titular, enmarcada por dos pilastras que salen de ménsulas y donde el capitel está sustituido por putti, y pináculos en los extremos. Por encima, una ventana flanqueada de pilastras corintias, las cuales soportan un  frontón circular, da más verticalidad en la portada.
En los extremos de la fachada, dos pilastras dóricas de orden gigante en cada lado soportan un entablamento sencillo, la cornisa del que remata la fachada en los extremos. 

### Interior
Un entablamento, soportado por pilastras corintias, circunvala el perímetro de la nave, a excepción de la cabecera. Elementos de rocalla decoran las claves de los arcos, rodean las ventanas, perfilan las lunetas y dan movimiento a los arcos.

### Campanario
Adosado a la fachada, en el lado de la Epístola, tiene planta cuadrada, con dos cuerpos separados por una cornisa, el primer macizo, decorado con pilastras [orden dórico|dóricas]], y el segundo, con vanos de medio punto en cada cara flanqueadas por pilastras jónicas con guirnaldas colgando. Por las características monumentales de la fachada parece inacabado.

## Colección museográfica
En 2011 se reformaron diversos espacios de la iglesia; y los antiguos trasagrario y archivo se convirtieron en espacios expositivos, el primero para el arte sacro de la iglesia parroquial, y el segundo, para el ajuar y el tesoro de la Virgen de las Santas. De la orfebrería, las pinturas y los ornamentos litúrgicos que poseía la parroquia antes de la guerra civil, aún conserva varios objetos valiosos, de entre los que destacan:
- Lignum Crucis o  Relicario de la Vera Cruz, de 1470, de taller valenciano. Plata dorada, repujada, cincelada y con elementos de fundición. Está compuesto por pie romboidal, tronco de seis lados y cuatro cuerpos, templete cuadrangular con pináculos en las esquinas, y rematado por una cruz renacentista, añadida posteriormente.[11]
- “Cáliz gótico, del segundo tercio del siglo XV, de taller morellano o tortosino. Plata dorada, repujada, cincelada, elementos de fundición y esmaltes translúcidos verdes y azules. Pie original perdido y sustituido por uno barroco, tronco de tres cuerpos, el central en forma de nudo globular de seis lados  con cabujones esmaltados, y vaso liso ligeramente cóncavo sostenido por hojas.[12]
- Cáliz renacentista, del segundo tercio del siglo XVI, con punzón de Valencia. Plata repujada, cincelada y con elementos de fundición. Pie circular, tronco cilíndrico y liso formado por cuatro cuerpos destacando el tercero, en forma de nudo lenticular, y vas decorado en la parte inferior.[13]
- Terno de Santa María del segundo tercio del siglo XVI, de taller valenciano. Compuesto por una capa, dos dalmáticas, dos manípulos, dos collarines, una estola y una casulla, todo realizado en terciopelo cortado labrado con envíos extendidas, rizado con fondos efecto canalé, seda e hilos metálicos, donde se combinan elementos de terciopelo rojo y blanco con bordados y pasamanerías, los cuales están elaborados con sedas policromas, lino e hilos metálicos.[14]
- Relieves de madera policroma de un antiguo retablo del siglo XVII.